# ویتالی پاراخنویچ
ویتالی پاراخنویچ (انگلیسی: Vitaliy Parakhnevych؛ زادهٔ ۴ مهٔ ۱۹۶۹) بازیکن سابق فوتبال اهل تاجیکستان است.
از باشگاه‌هایی که در آن بازی کرده‌است می‌توان به باشگاه فوتبال ججو یونایتد، باشگاه فوتبال چورنومورتس اودسا، و باشگاه فوتبال لوکوموتیو مسکو، باشگاه فوتبال چونبوک هیوندای موتورز، باشگاه فوتبال سوون سامسونگ و باشگاه فوتبال سئول اشاره کرد.